# Arlabosse
Arlabosse je priimek več oseb:
- Paul-Hippolyte Arlabosse, francoski general
- Pierre-Georges Arlabosse, francoski general